# Henderson (Kentucky)
Henderson es una ciudad ubicada en el condado de Henderson en el estado estadounidense de Kentucky. En el Censo de 2010 tenía una población de 28757 habitantes y una densidad poblacional de 631,29 personas por km².

## Geografía
Henderson se encuentra ubicada en las coordenadas 37°50′25″N 87°34′47″O / 37.84028, -87.57972. Según la Oficina del Censo de los Estados Unidos, Henderson tiene una superficie total de 45.55 km², de la cual 39.63 km² corresponden a tierra firme y (13%) 5.92 km² es agua.

## Demografía
Según el censo de 2010, había 28757 personas residiendo en Henderson. La densidad de población era de 631,29 hab./km². De los 28757 habitantes, Henderson estaba compuesto por el 84.49% blancos, el 11.6% eran afroamericanos, el 0.21% eran amerindios, el 0.5% eran asiáticos, el 0.04% eran isleños del Pacífico, el 0.97% eran de otras razas y el 2.19% pertenecían a dos o más razas. Del total de la población el 2.28% eran hispanos o latinos de cualquier raza.